# Grupos étnicos de Bolivia
Los grupos étnicos de Bolivia son los diferentes grupos en los que se divide la sociedad nacional boliviana. La Constitución boliviana de 2009 reconoció la diversidad étnica (indígena y afrodescendiente) del país e hizo oficiales 36 lenguas nativo-americanas en todo el territorio nacional (además del español). De este modo, Bolivia se convirtió en el país con mayor número de lenguas oficiales en el mundo.

## Censo de 2012
Según el censo llevado a cabo por el Instituto Nacional de Estadística en 2012, los bolivianos mayores de 15 años se autoidentificaron de la siguiente forma:
| Categoría                                      | Total     | % del total |
| ---------------------------------------------- | --------- | ----------- |
| No pertenece a ningún pueblo o nación indígena | 4 032 014 | 58,2        |
| Pertenece a un pueblo o nación indígena        | 2 806 592 | 40,6        |
| Extranjero                                     | 73 707    | 1,1         |
| No especifica                                  | 4 419     | 0,1         |

De entre la población que pertenece a algún pueblo o nación indígena, 16,329 se auto reconocieron como afrobolivianos, lo que en total corresponde al 0,2% de la población censada.

## Otras fuentes

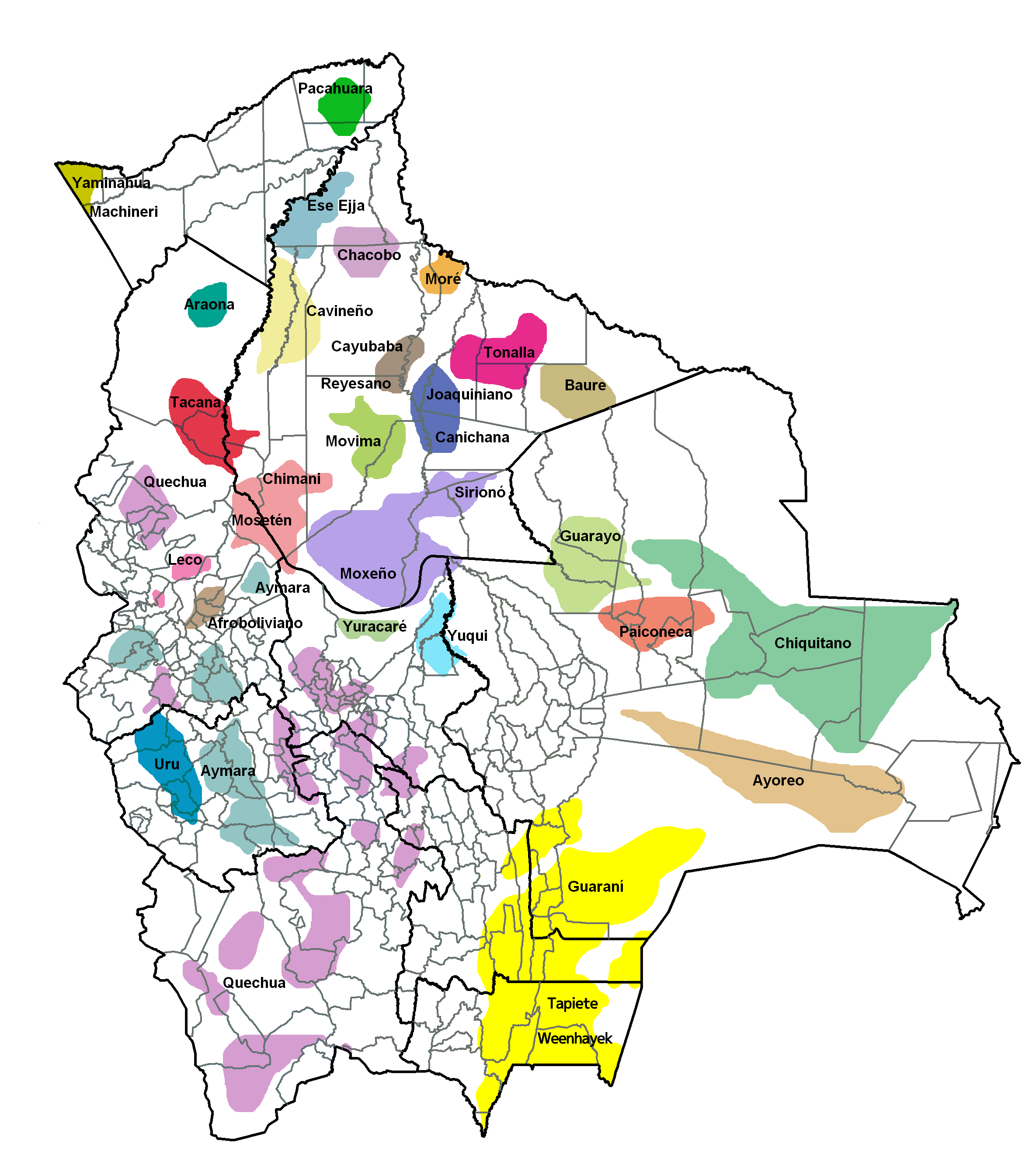
Distribución geográfica de las lenguas indígenas de Bolivia.

- Para el antropólogo mexicano Francisco Lizcano, el 55% de los bolivianos son indomestizos e indígenas, el 28% mestizos, el 15% blancos y el 2% mulatos.[8]

- The World Factbook de la CIA y World Statesmen, señalan que el 68% de los bolivianos son mestizos, el 22% indígenas (incluye cholos), el 5% blancos, 1% negros, 4% no especificado y otros. Además, el 44% de los bolivianos se sienten parte de un pueblo indígena, principalmente quechua y aimara según datos del 2009.[9][10]

- En la encuesta de Ipsos Apoyo, Opinión y Mercado, llevada a cabo en 2013, 52% de los bolivianos se autoidentificaron como mestizos, el 37% como indígenas (25% como aimaras, 11% como quechuas y 1% como guaraníes), el 3% como blancos y el 1% como afrobolivianos.[11]

- En la encuesta del Latinobarómetro 2016, 57% de los bolivianos se declararon mestizos, 27% indígenas, 4% blancos, 1% mulatos y 1% negros.[12]

## Grupos étnicos

### Mestizos

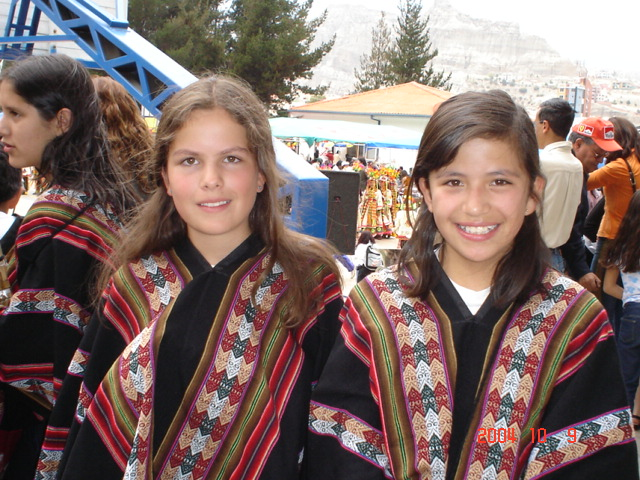
Estudiantes euro-mestizas de un colegio en La Paz.

En los últimos censos no existe una categoría que incluya a la población mestiza, aunque diversas fuentes señalan que constituye el grupo racial más numeroso de la sociedad boliviana.
Los mestizos se originaron por la escasez de mujeres blancas durante el periodo virreinal, que hizo que los colonos españoles se mezclaran con indígenas y, en menor medida, africanas. Además del mestizaje biológico, se produjo un mestizaje social y cultural, cuando la población indígena se movió a las ciudades y mezcló sus costumbres con la de los colonos asentados en el Virreinato.

### Indígenas
Los indígenas en Bolivia representan entre el 22 % al 48 %de la población total.
Según el censo de 2012, un 40,6 % de los bolivianos se reconocieron como parte un pueblo o nación indígena. Esta cifra cayó de forma considerable respecto al censo de 2001, cuando el 62 % de la población se autoidentificó como tal.
Entre los 37 pueblos oficialmente reconocidos por el Estado boliviano, los más numerosos son los quechuas y los aymaras, seguidos de lejos por los chiquitanos, guaraníes, mojeños y afrobolivianos, los cuales también fueron contados como pueblos étnicos de Bolivia.
De acuerdo al censo de 2012, la población de las etnias indígenas y nativos de Bolivia era la siguiente:
| Etnia           | Población | % de la población indígena |
| --------------- | --------- | -------------------------- |
| Quechua         | 1 281 116 | 46                         |
| Aimara          | 1 191 352 | 42                         |
| Chiquitano      | 87 885    | 3                          |
| Guaraní         | 58 900    | 2                          |
| Mojeño          | 31 058    | 1                          |
| Guarayo         | 13 621    | 0,5                        |
| Movima          | 12 213    | 0,4                        |
| Tacana          | 11 173    | 0,4                        |
| Itonama         | 10 275    | 0,4                        |
| Leco            | 9 006     | 0,3                        |
| Kallawaya       | 7 389     | 0,3                        |
| T'simane        | 6 464     | 0,2                        |
| Yuracaré        | 3 394     | 0,1                        |
| Weenhayek       | 3 322     | 0,1                        |
| Maropa          | 2 857     | 0,1                        |
| Joaquiniano     | 2 797     | 0,1                        |
| Baure           | 2 319     | 0,1                        |
| Cavineño        | 2 005     | 0,1                        |
| Mosetén         | 1 989     | 0,1                        |
| Ayoreo          | 1 862     | 0,1                        |
| Cayubaba        | 1 424     | 0,1                        |
| Araona          | 910       | 0,1                        |
| Chácobo         | 826       | 0,1                        |
| Chipaya         | 786       | 0,1                        |
| Esse Ejja       | 695       | 0,0                        |
| Canichana       | 617       | 0,0                        |
| Sirionó         | 446       | 0,0                        |
| Yucararé-Mojeño | 292       | 0,0                        |
| Yuki            | 202       | 0,0                        |
| Pacahuara       | 161       | 0,0                        |
| Moré            | 155       | 0,0                        |
| Murato          | 143       | 0,0                        |
| Yaminahua       | 132       | 0,0                        |
| Tapiete         | 99        | 0,0                        |
| Guarasugwé      | 42        | 0,0                        |
| Machinerí       | 38        | 0,0                        |
| Otro            | 42 188    | 1,5                        |

La distribución de los indígenas por departamento fue la siguiente: 
| Departamento | % Quechua | % Aimara | % Otro pueblo | % Total indígena |
| ------------ | --------- | -------- | ------------- | ---------------- |
| Beni         | 1,6       | 1,9      | 28,6          | 32,1             |
| Chuquisaca   | 44,1      | 0,2      | 5,3           | 49,6             |
| Cochabamba   | 35,6      | 9,5      | 2,1           | 47,2             |
| La Paz       | 3,1       | 47,6     | 3,9           | 54,6             |
| Oruro        | 18,8      | 29,5     | 2,8           | 51,1             |
| Pando        | 1,9       | 4,2      | 18,0          | 24,1             |
| Potosí       | 55,7      | 4,0      | 9,5           | 69,2             |
| Santa Cruz   | 6,8       | 1,4      | 11,7          | 19,9             |
| Tarija       | 3,0       | 0,8      | 9,7           | 13,5             |

### Blancos o Eurobolivianos
Los criollos y euro-bolivianos representan aproximadamente el 15% de la población total.
Los primeros blancos en Bolivia fueron los conquistadores españoles, que arribaron al actual territorio a principios del siglo XVI. Durante el periodo republicano, un pequeño número de inmigrantes europeos y del Medio Oriente se asentaron en Bolivia. Entre 10,000 y 20,000 judíos alemanes ingresaron en el periodo 1938-1941, y unos 800 árabes entraron al país a partir de 1920. Otros grupos de inmigrantes europeos incluyen a italianos, croatas, y menonitas de origen alemán y ruso.
Según Grimmes, en 1998 un 2,1% de los bolivianos hablaba una lengua europea no ibérica: 50,000 alemán, 14,000 corso y 8,587 bajo alemán (menonitas).
Según el censo de 1900, una persona que se identificaba como "blanca" era descendiente de un extranjero europeo, principalmente de un español. Este fue el último censo en el que se incluyó una pregunta detallada sobre el origen étnico. También habían italianos, españoles, alemanes y franceses que en general representaban el 12,7 % de la población, con grandes poblaciones asentadas en Cochabamba (60 605) y Santa Cruz (59 470), en dónde representaban el 28,37% de la población cruceña.

### Afrobolivianos

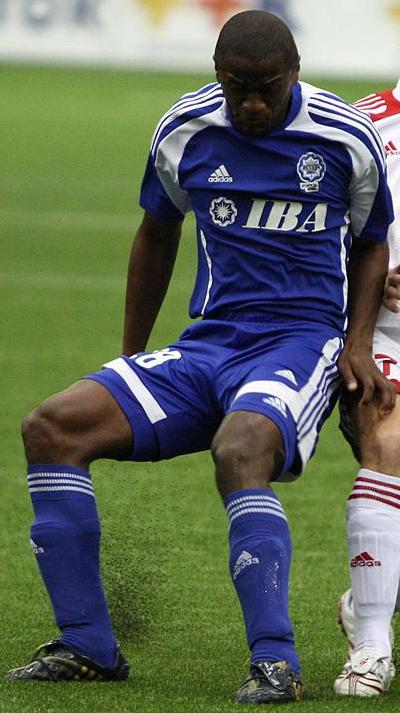
Augusto Andaveris, futbolista afroboliviano.

En el censo de 2012 los afrobolivianos contabilizaron 23,330 personas, es decir, el 0,23 % del total. La población negra de Bolivia desciende de los esclavos africanos introducidos por los españoles para trabajar en minas de oro como las de Potosí. Los afrodescendientes en el país representarían menos del 1%, con más de 40 000 personas.
En la actualidad, la mayor comunidad africana se encuentra en la región de Los Yungas (departamento de La Paz), donde aún subsiste la Casa Real Afroboliviana.Desde la década de 1980, un gran número de afrobolivianos han migrado de los Yungas a las ciudades de La Paz, Santa Cruz y Cochabamba.

### Asiáticos
A través de un convenio entre Bolivia y Japón, 1,085 familias japonesas (6,165 personas) se asentaron en el departamento de Santa Cruz entre 1956 y 1977. Sin embargo, debido a problemas de adaptación, muchos japoneses migraron a Argentina o Brasil, quedando solo 1,400 en Bolivia a principios de la década de 1980. En la actualidad, hay un estimado de 20,000 personas con ascendencia asiática en las colonias japonesas de Santa Cruz (San Juan, Okinawa I, Okinawa II y Okinawa III), de los cuales, en el año 2021 fueron censados 13,684 siendo la colonia «Okinawa Uno» la más habitada con 6,867 habitantes, seguida por la colonia «San Juan» con 5,788 habitantes.
La migración china ha crecido de forma notable en las primeras décadas del siglo XXI, con 7,160 residentes chinos en Bolivia a principios de 2018.

## Gobernantes bolivianos de ascendencia indígena

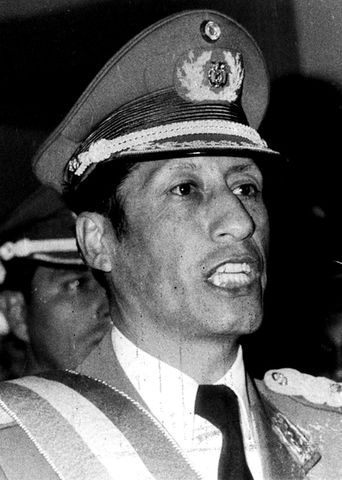
Guido Vildoso Calderón  Presidente de facto de Bolivia (1982)
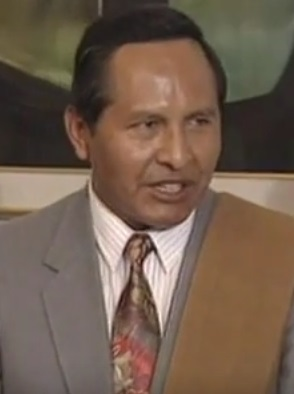
Víctor Hugo Cárdenas  Vicepresidente de Bolivia (1993–1997)
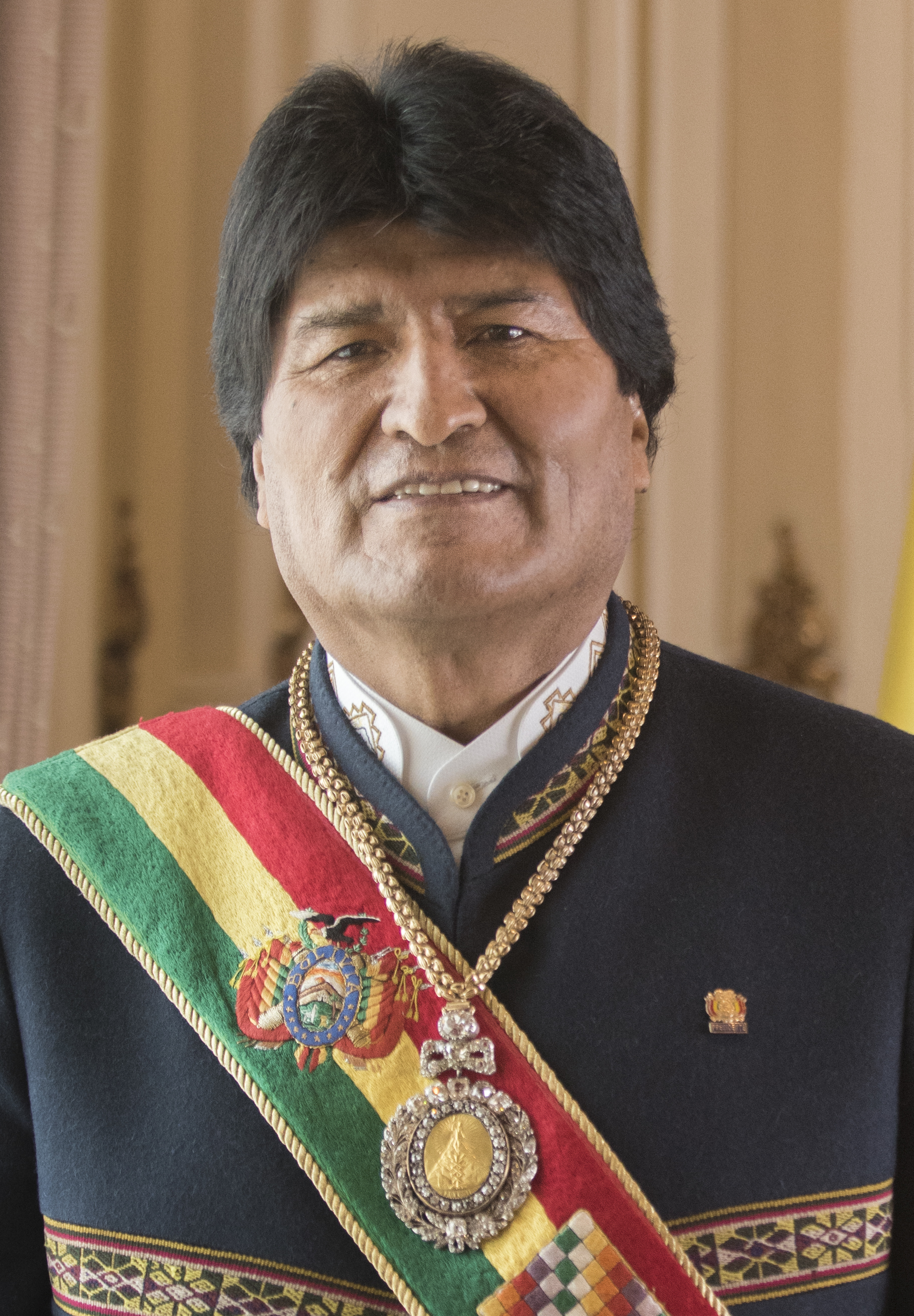
Evo Morales  Presidente de Bolivia (2006-2019)
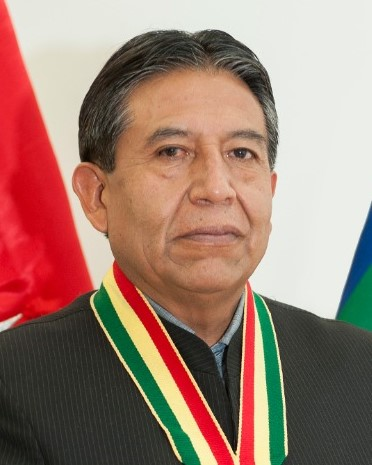
David Choquehuanca  Vicepresidente de Bolivia (2020-2025)
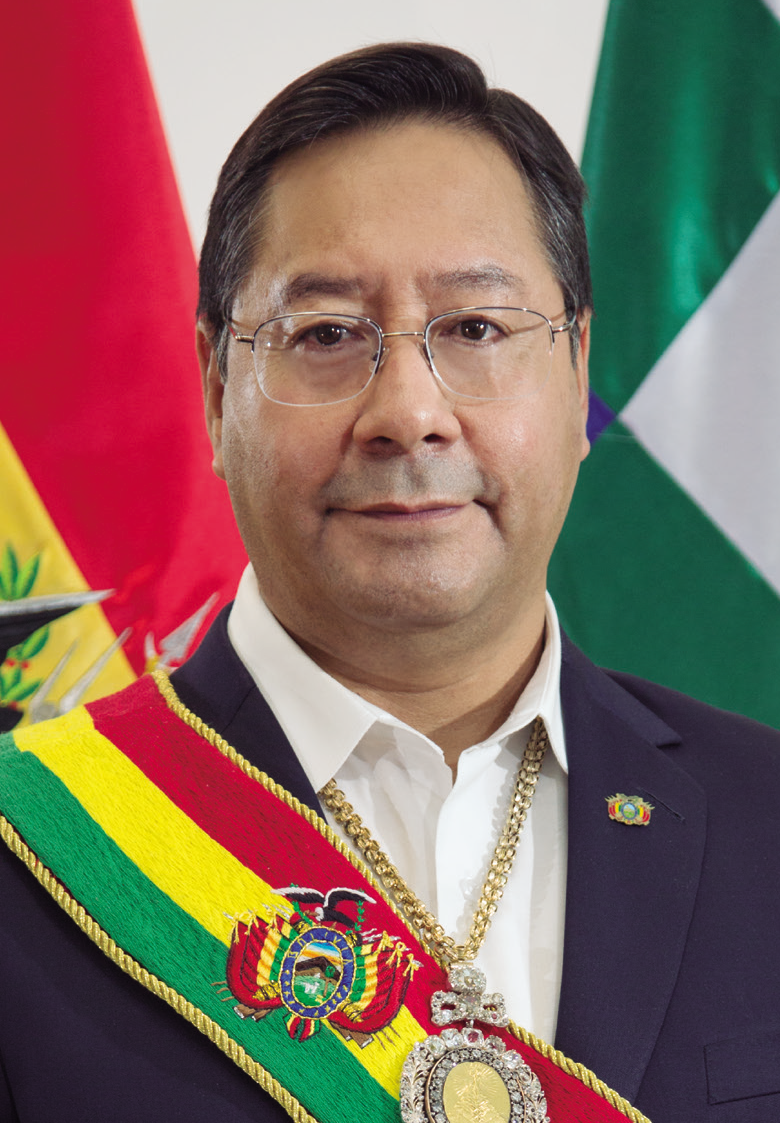
Luis Arce  Presidente de Bolivia (2020-)

## Gobernantes bolivianos de origen mestizo

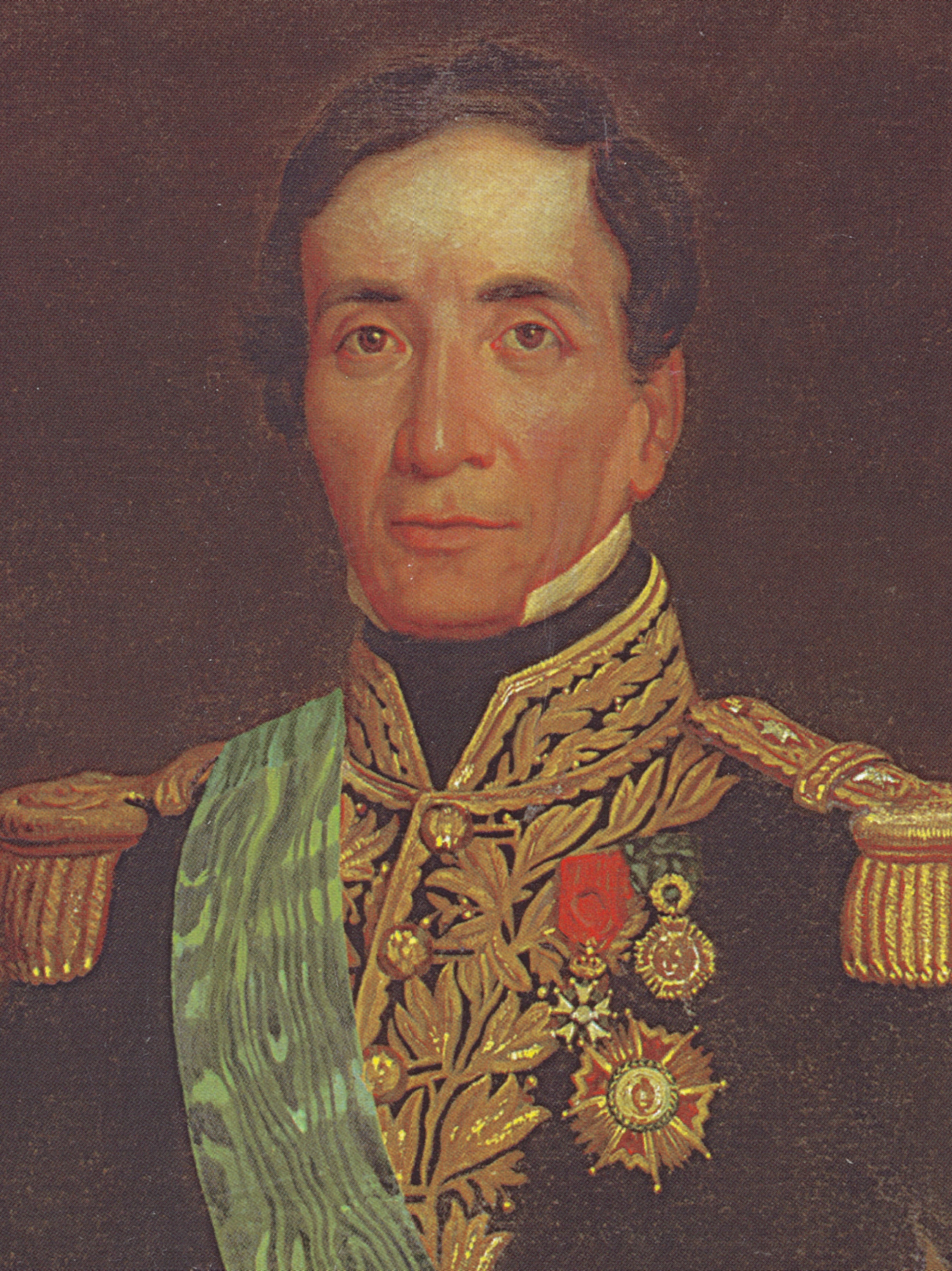
Andrés de Santa Cruz Presidente de Bolivia (1829–1839) y Protector de la Confederación Perú-Boliviana (1836-1839)
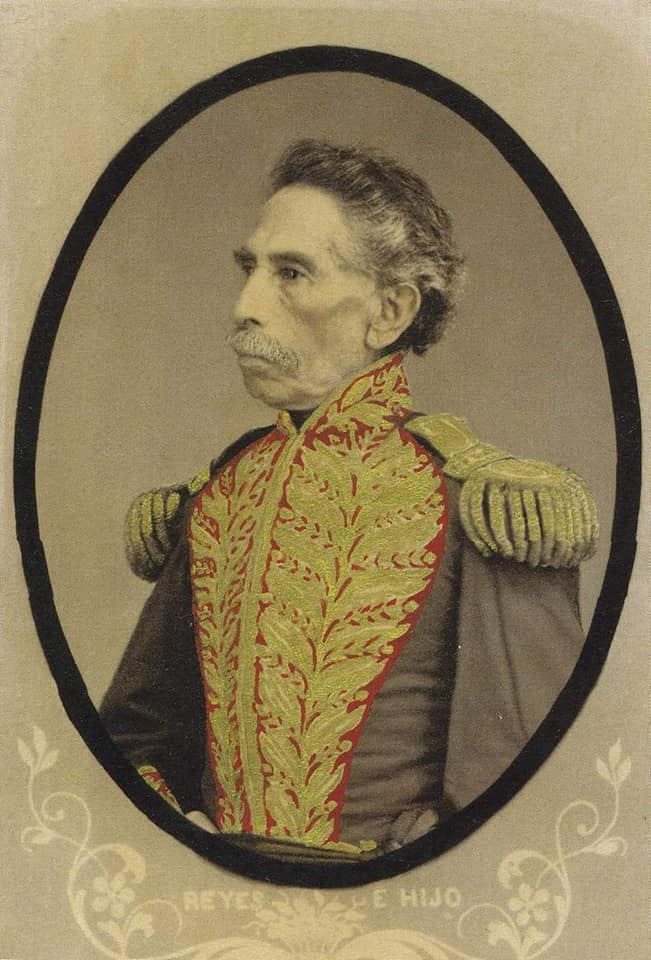
Sebastián Ágreda  Presidente de Bolivia (1841)
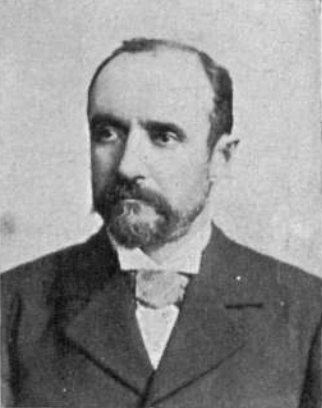
José Manuel Pando  Presidente de Bolivia (1899–1904)
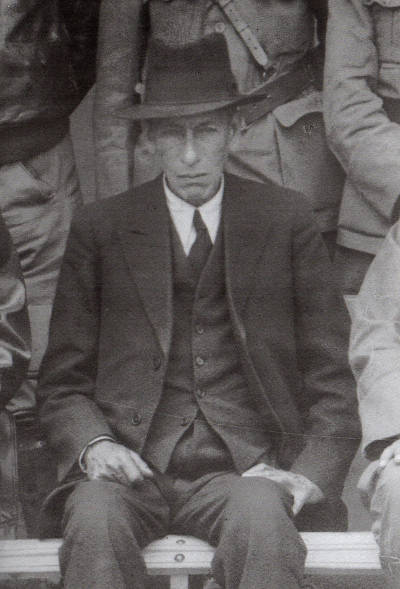
Daniel Salamanca Urey  Presidente de Bolivia (1931–1934)
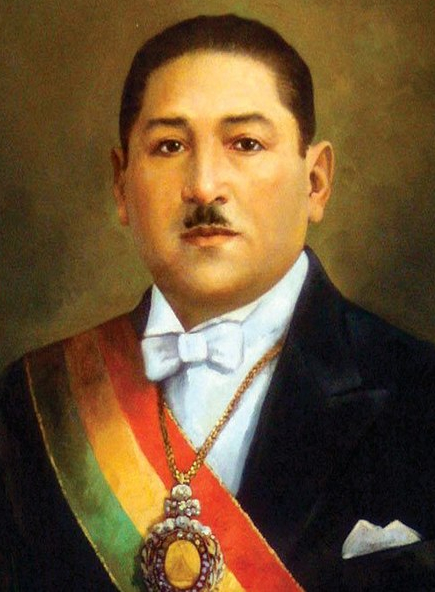
Enrique Peñaranda  Presidente de Bolivia (1940–1943)
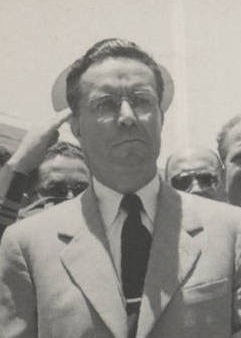
Víctor Paz Estenssoro  Presidente de Bolivia (1952–1956, 1960–1964, 1985–1989)
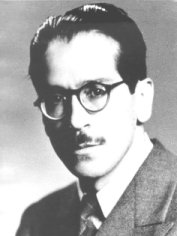
Hernán Siles Zuazo  Presidente de Bolivia (1956–1960, 1982–1985)
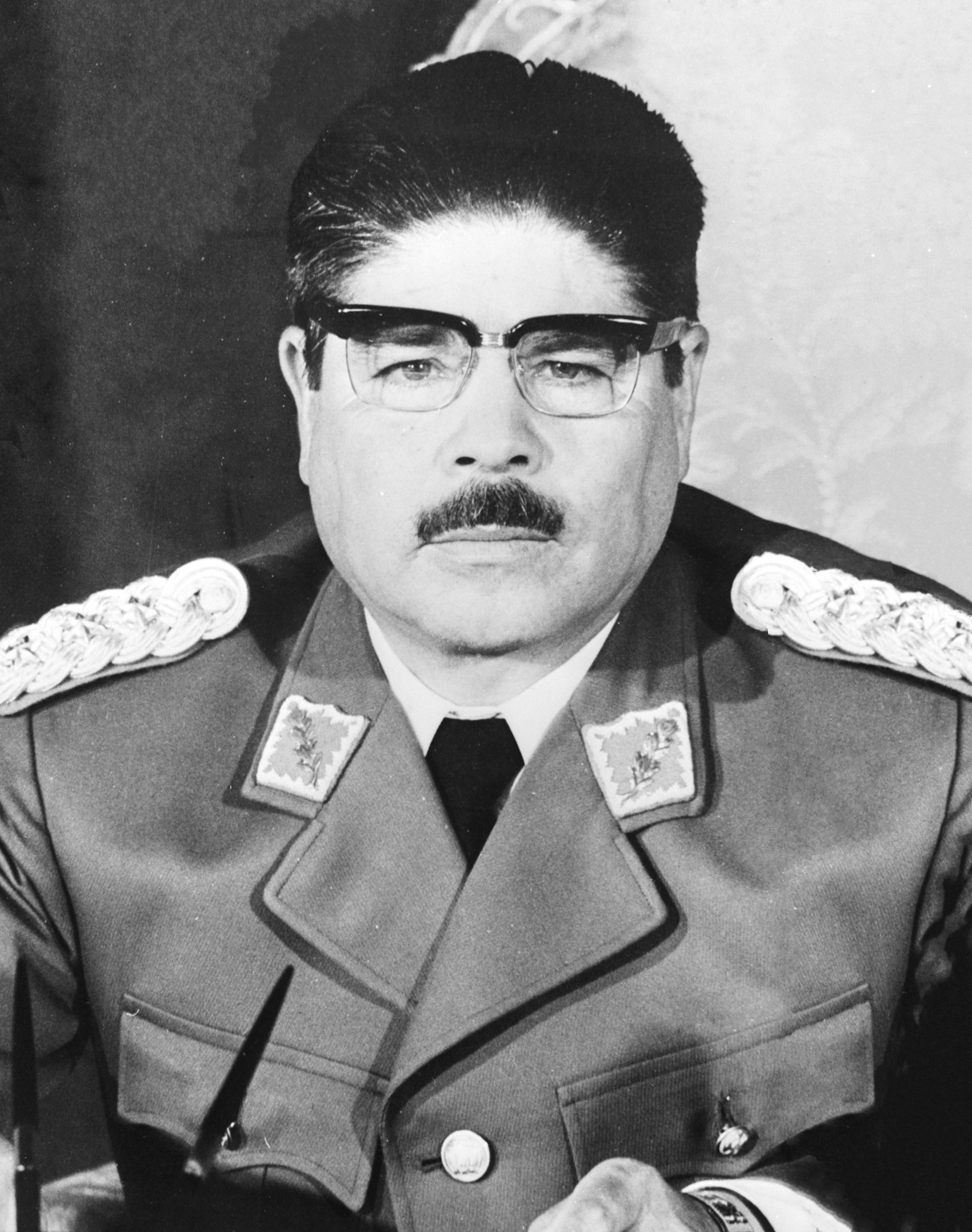
Juan José Torres  Presidente de Bolivia (1970–1971)
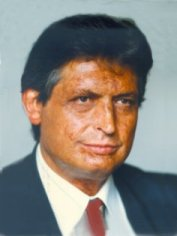
Jaime Paz Zamora  Presidente de Bolivia (1989–1993)
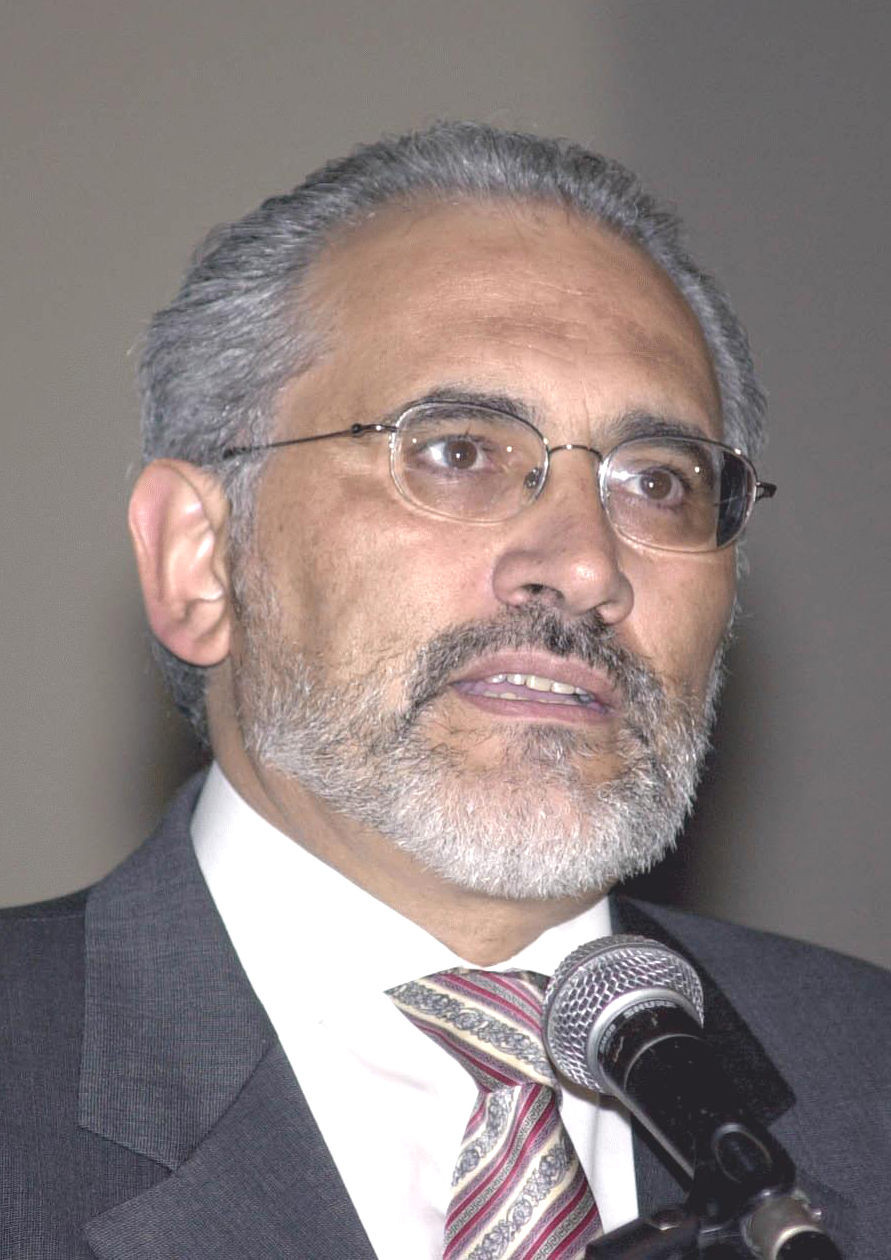
Carlos Mesa  Presidente de Bolivia (2003–2005)
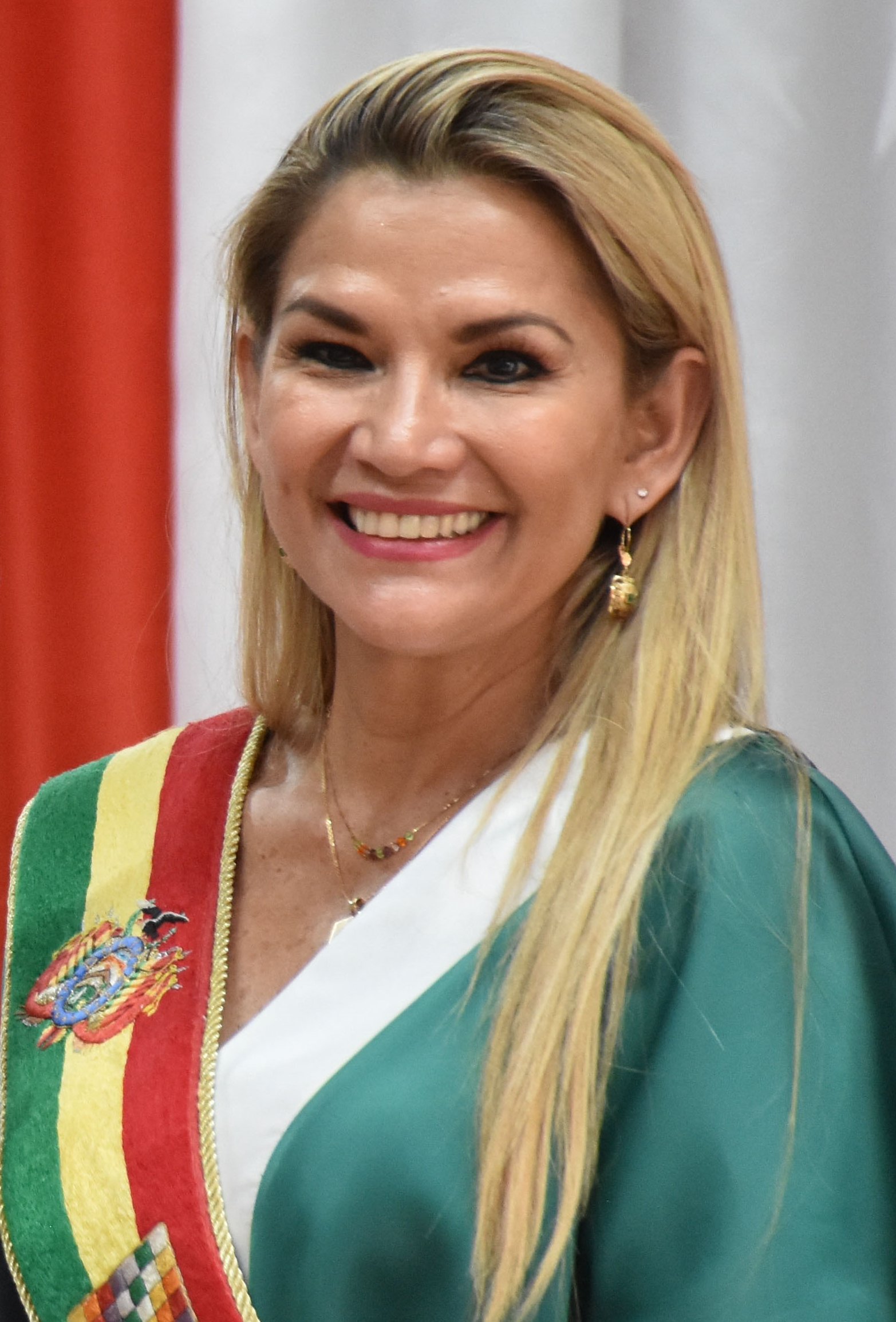
Jeanine Áñez  Presidente interina de Bolivia (2019-2020)

## Gobernantes de ascendencia europea

Simón Bolívar  Presidente de Bolivia (1825–1826)
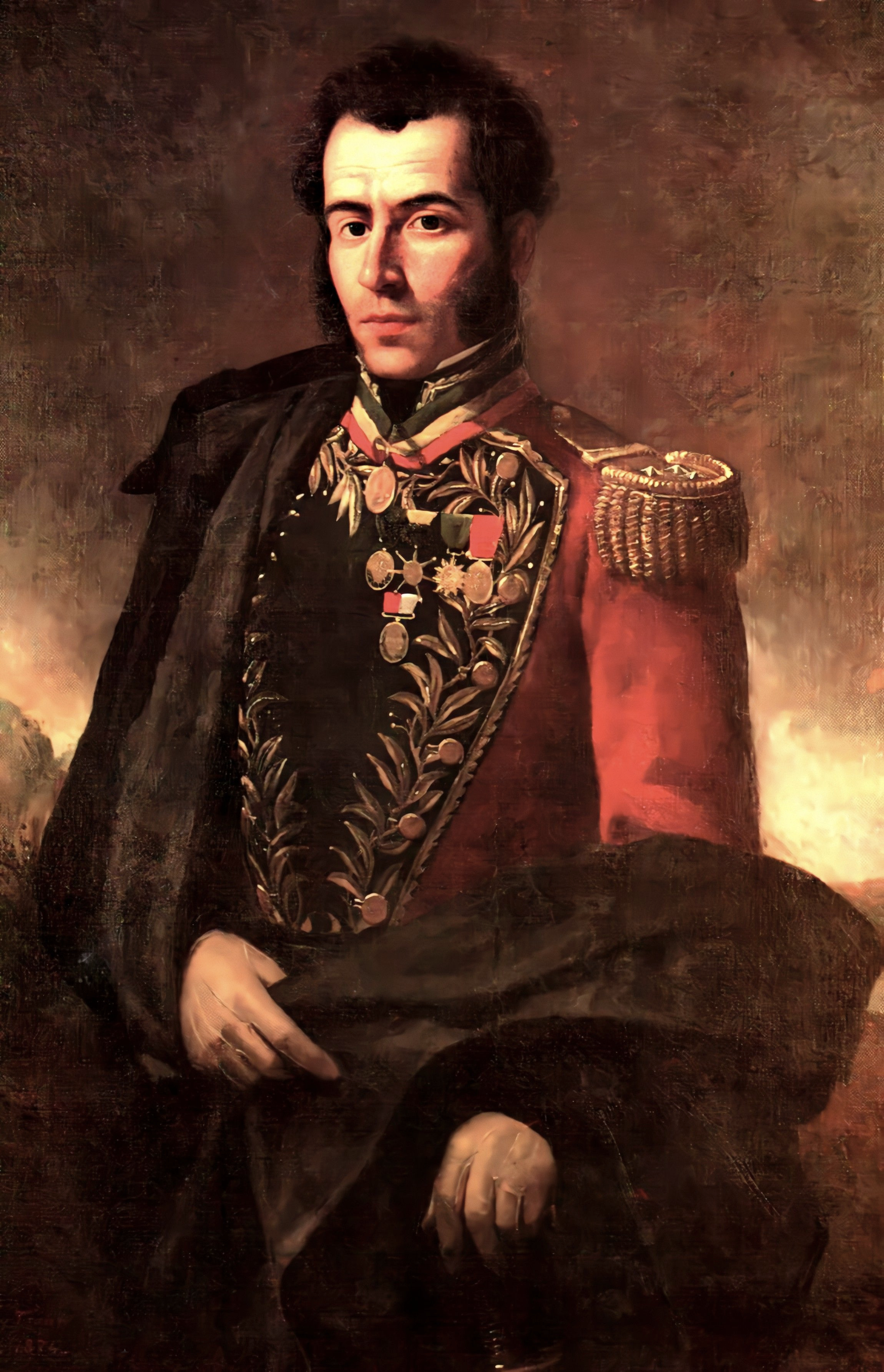
Antonio José de Sucre  Presidente de Bolivia (1826–1828)
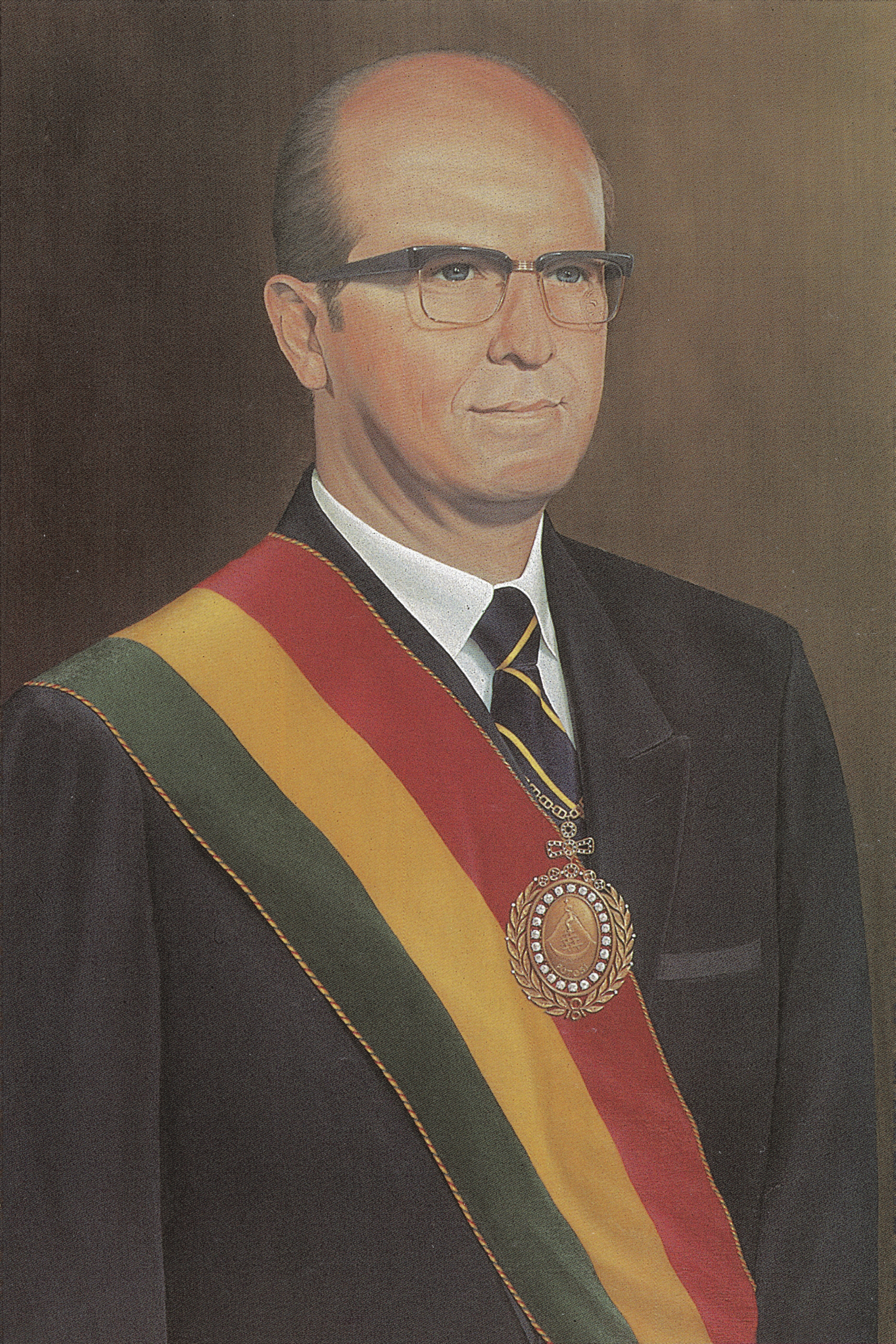
Luis Adolfo Siles Salinas  Presidente interino de Bolivia (1969)
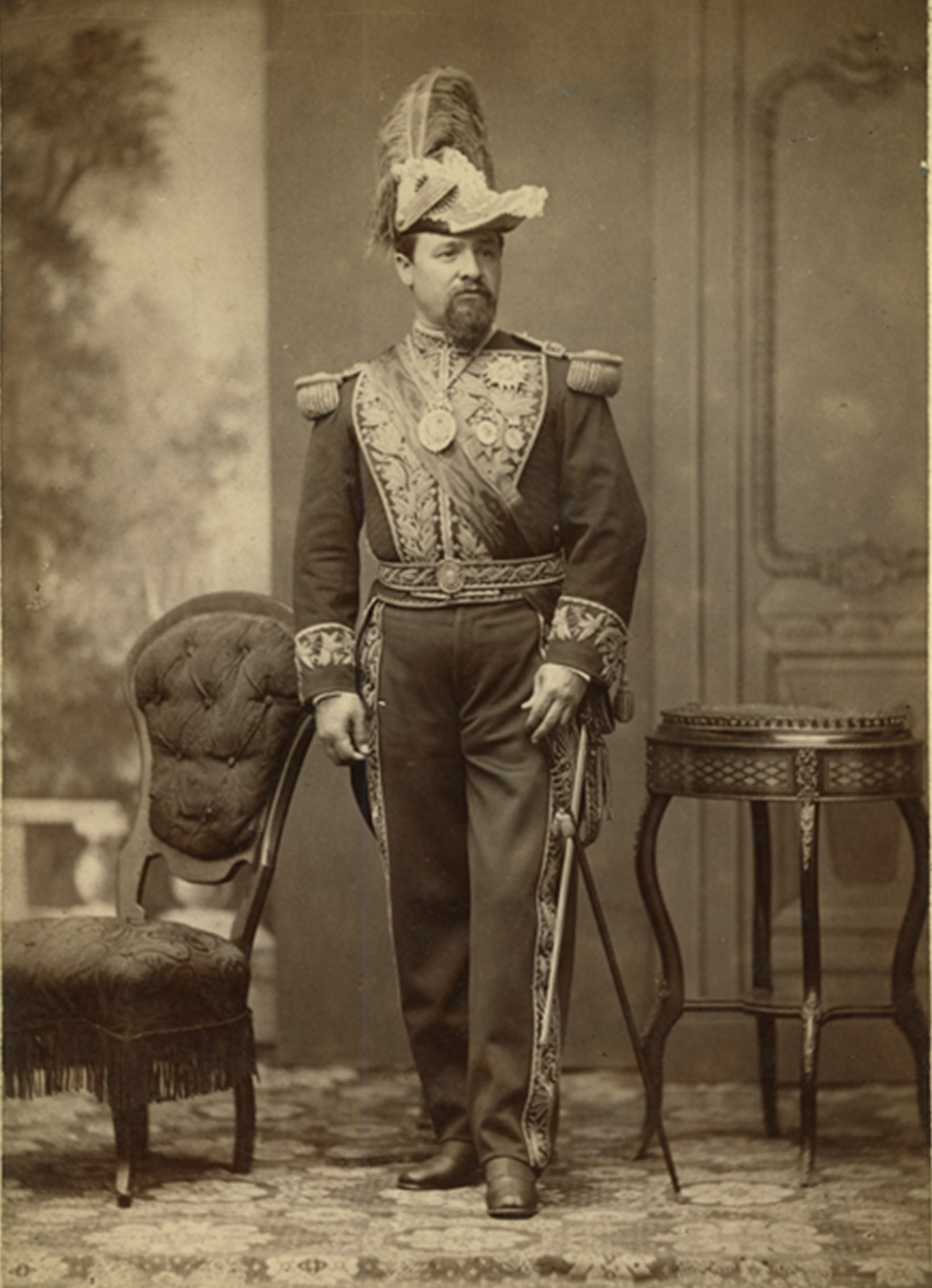
Hilarión Daza  Presidente de Bolivia (1876–1879)
Hernando Siles  Presidente de Bolivia (1926–1930)
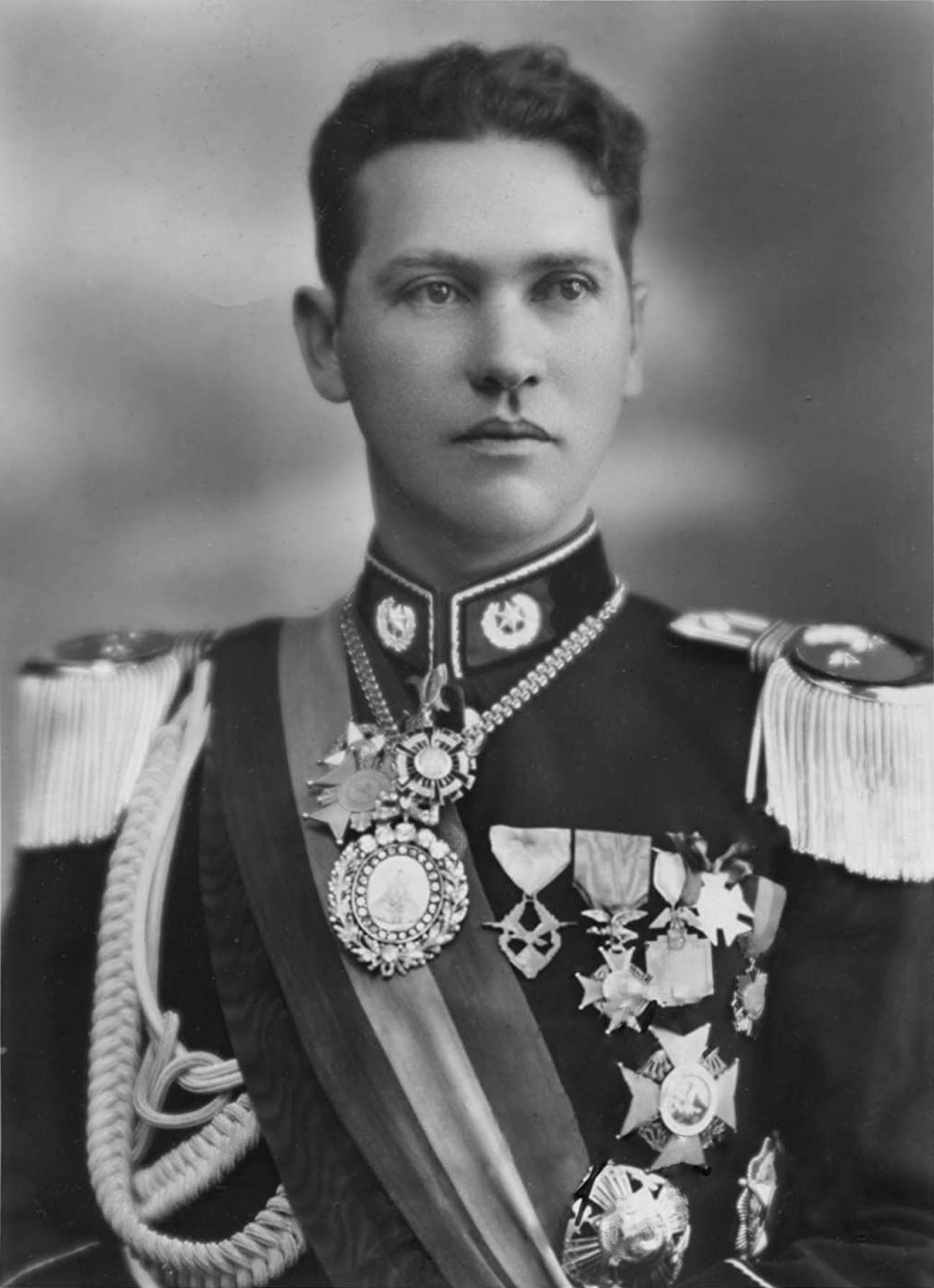
Germán Busch  Presidente de Bolivia (1937–1939)
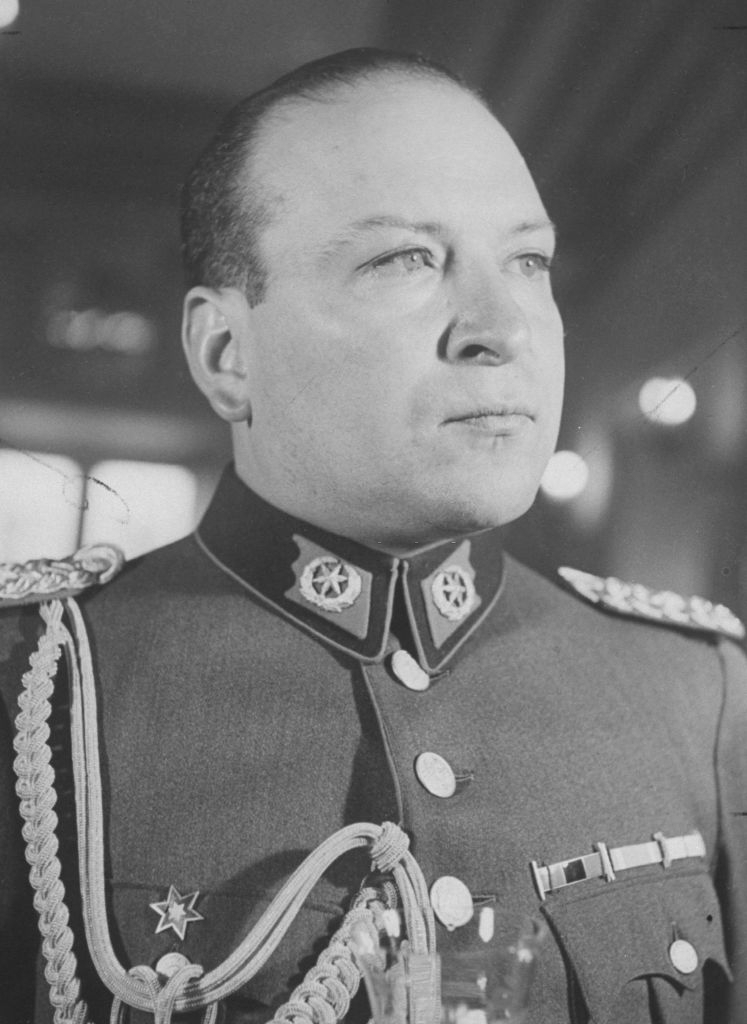
Gualberto Villarroel  Presidente de Bolivia (1943–1946)
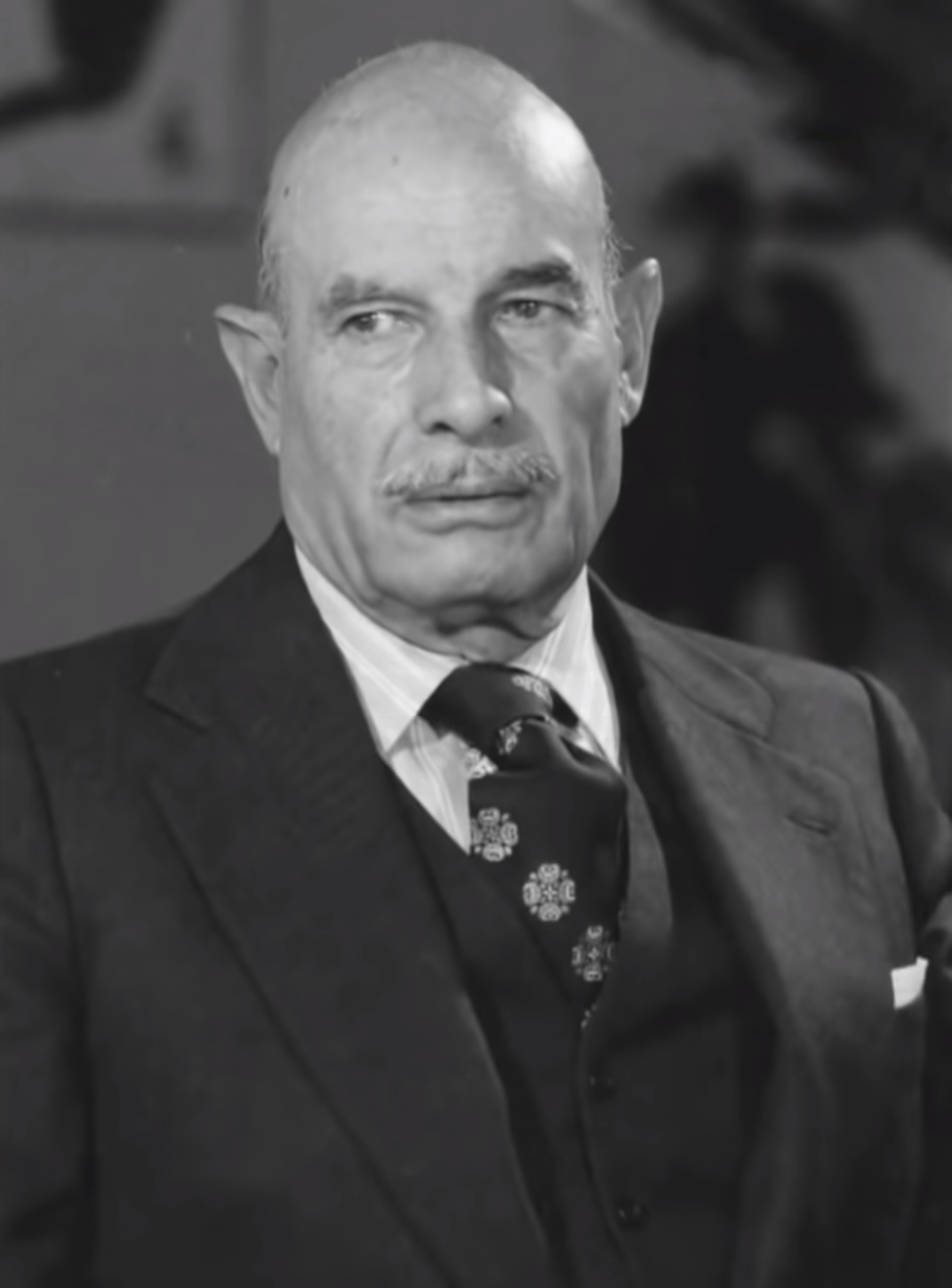
Walter Guevara Arze  Presidente interino de Bolivia (1979)
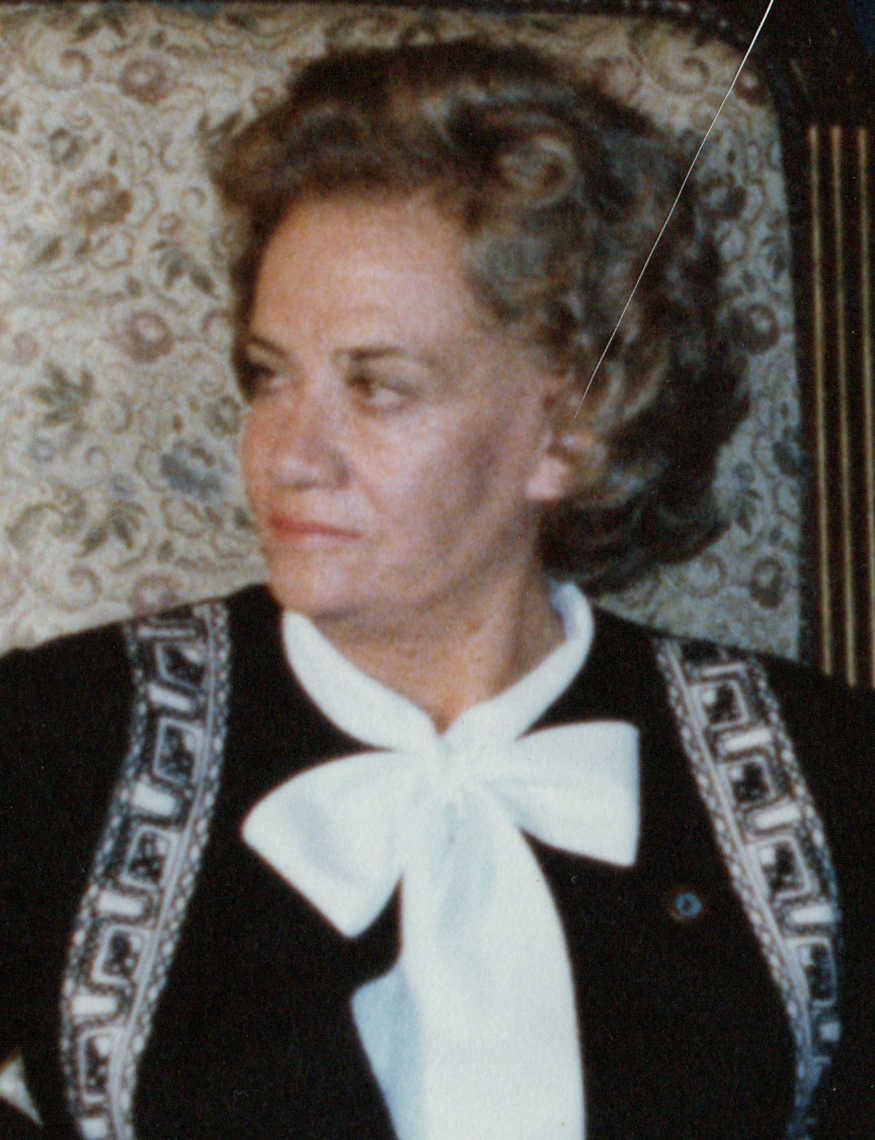
Lidia Gueiler Tejada  Presidenta interina de Bolivia (1979–1980)
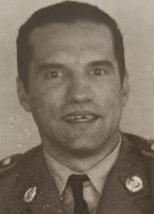
Alberto Natusch Busch  Presidente de facto de Bolivia (1979)
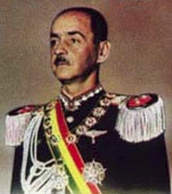
Hugo Banzer  Presidente de Bolivia (1971–1978, 1997–2001)
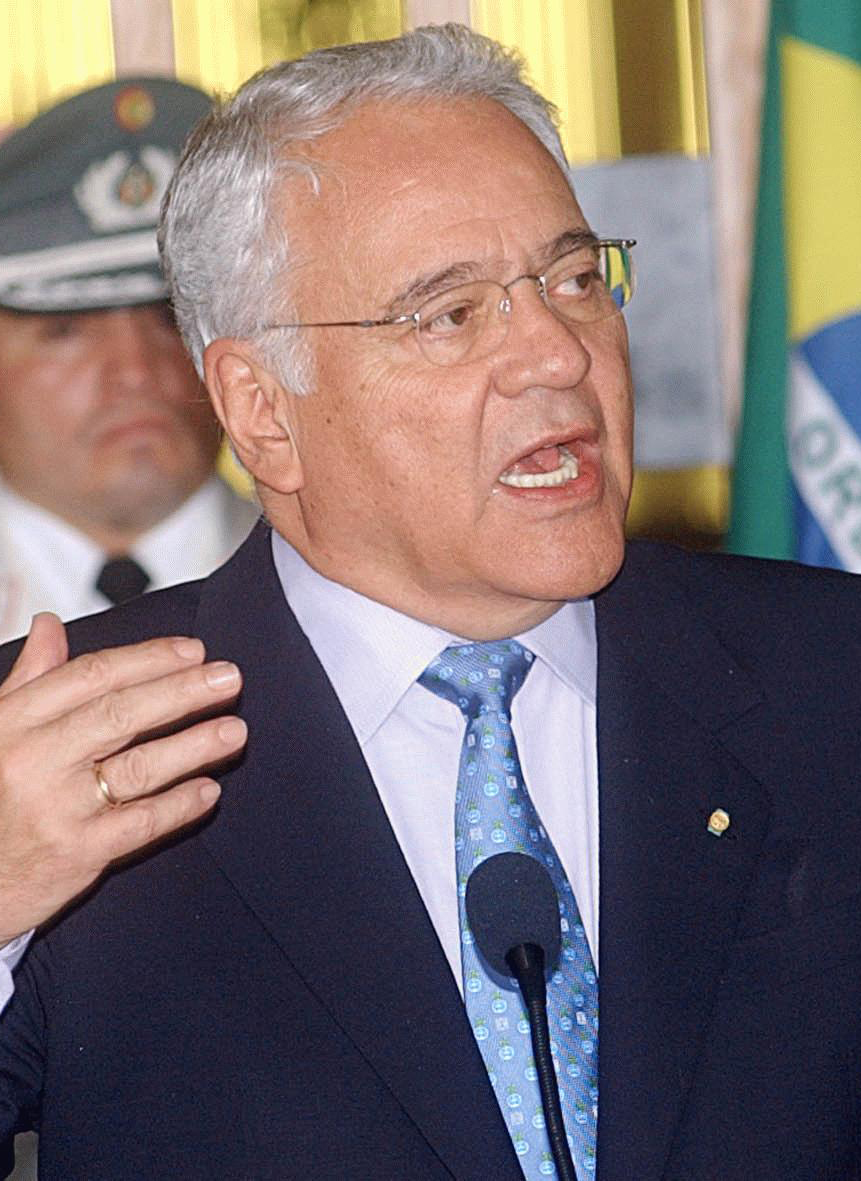
Gonzalo Sánchez de Lozada  Presidente de Bolivia (1993–1997, 2002–2003)
Jorge Quiroga  Presidente de Bolivia (2001–2002)
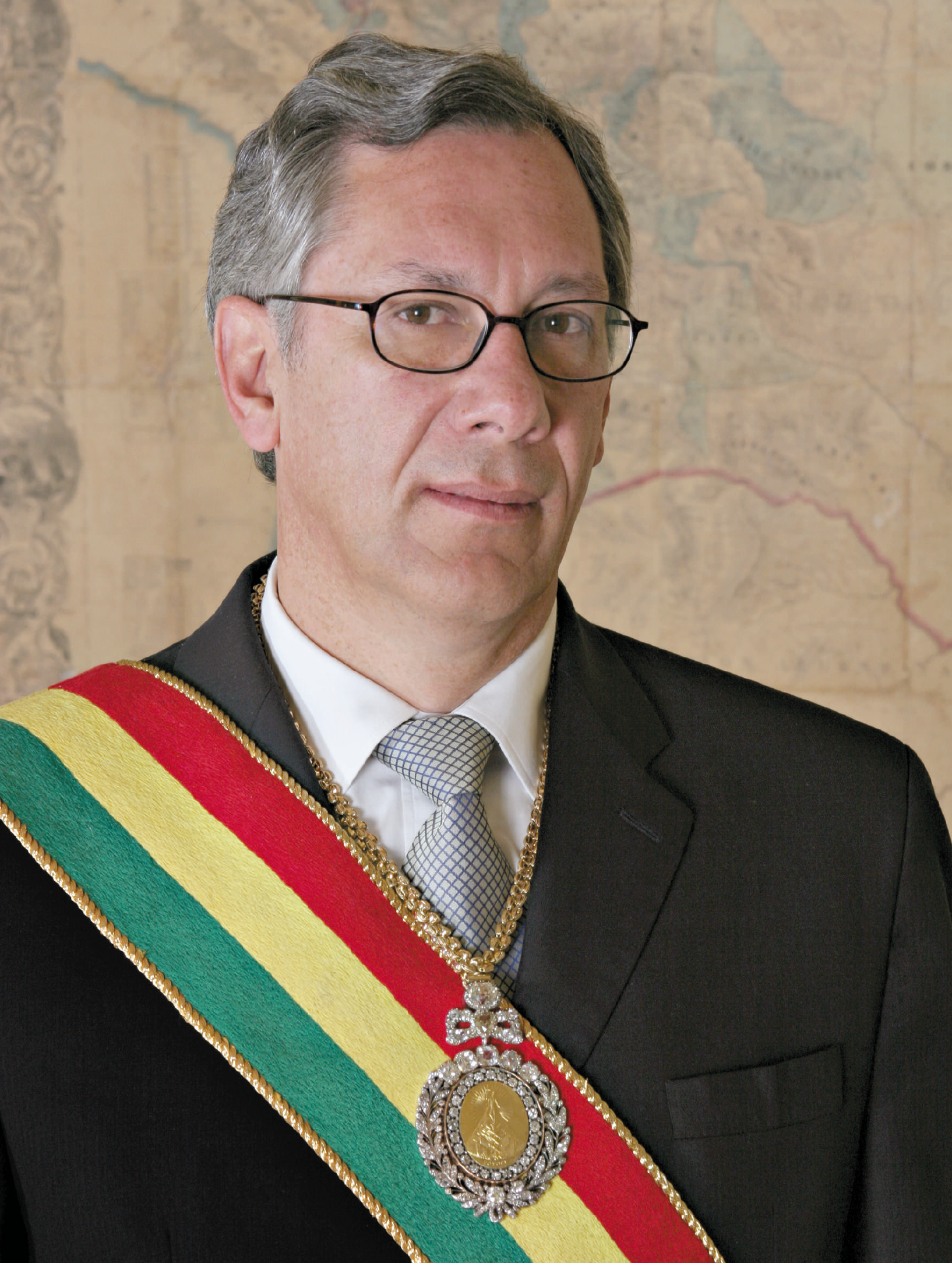
Eduardo Rodríguez Veltzé  Presidente interino de Bolivia (2005–2006)
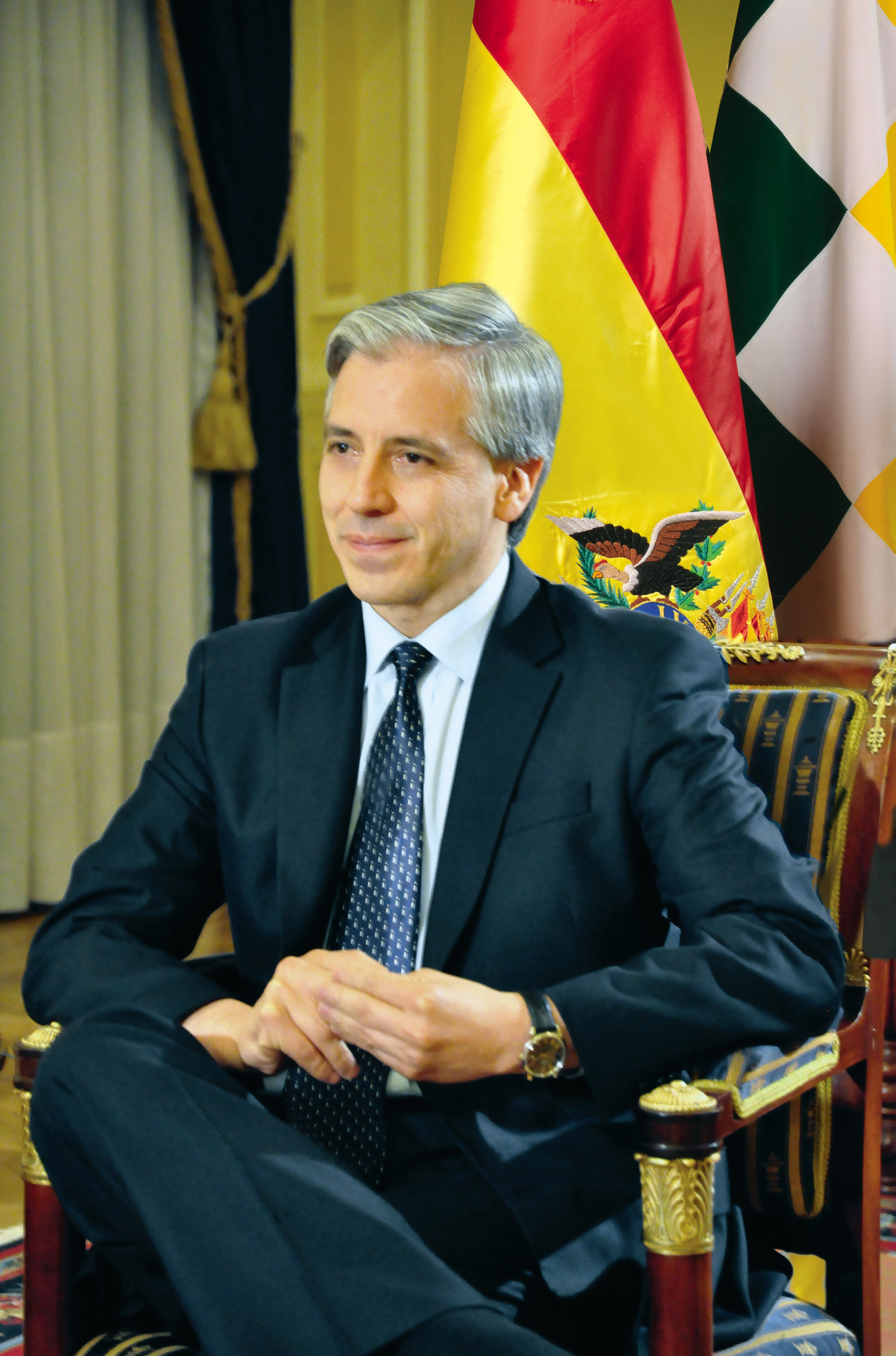
Álvaro García Linera  Vicepresidente de Bolivia (2006–2019)

## Gobernantes bolivianos de origen africano

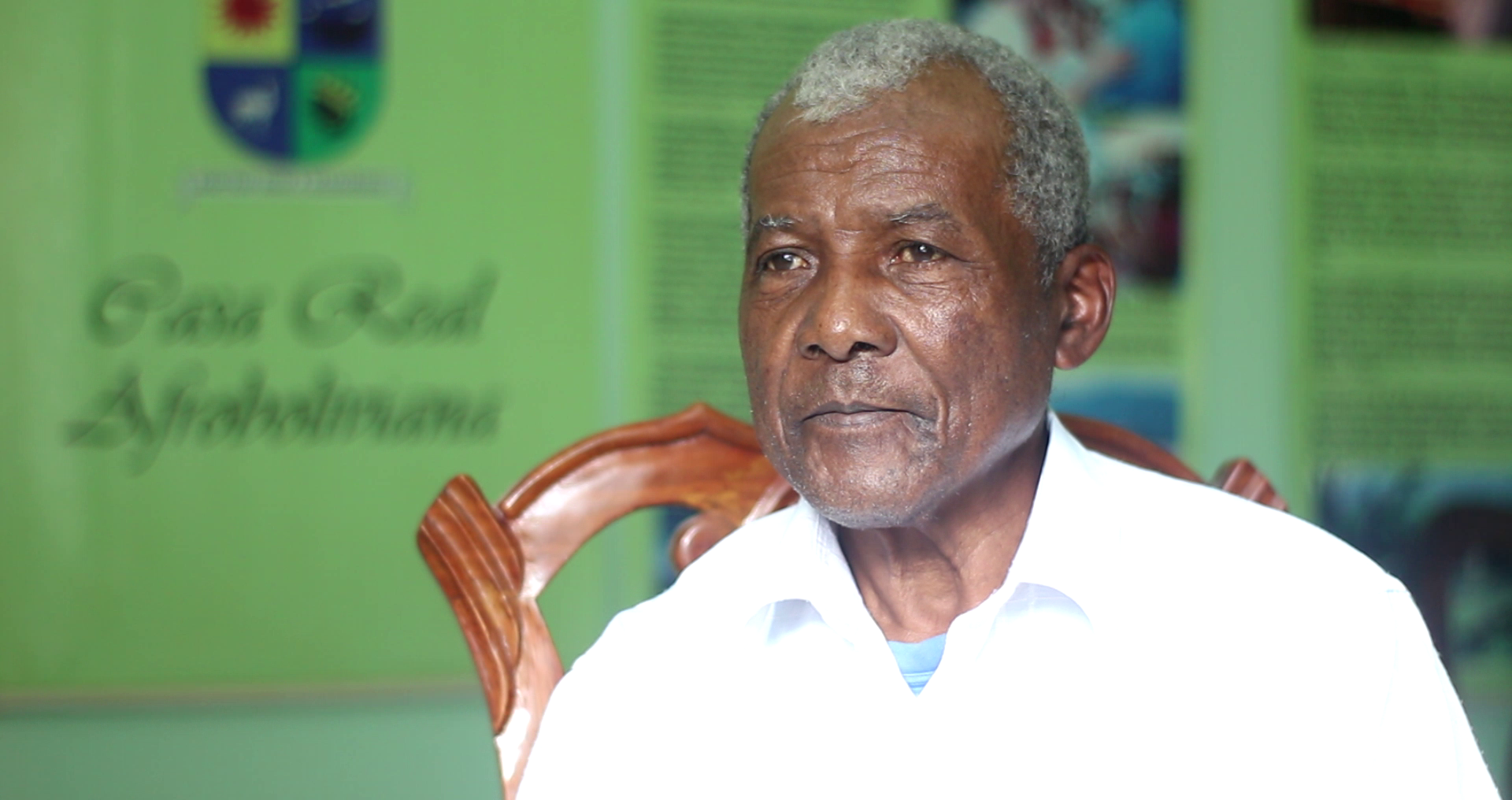
Julio Pinedo  Rey ceremonial afroboliviano de Los Yungas (actual)

## Composición genética
Según algunos estudios, la composición genética promedio de los bolivianos es la siguiente:
| Americano | Europeo | Africano | Asiático | Estudio | Año  | Fuente        |
| --------- | ------- | -------- | -------- | --- | ---- | ------------- |
| 71,1 %    | 24,6 %  | 0,7 %    | 3,6 %    | The Genetic Legacy of the Pre-Colonial Period in Contemporary Bolivians                                               | 2013 | PLoS Genetics |
| 78,0 %    | 21,0 %  | 1,0 %    | —        | Admixture in the Americas: Regional and National Differences                                                          | 2016 | Research Gate |
| 82,9 %    | 17,6 %  | —        | —        | Hepatitis C virus pharmacogenomics in Latin American populations: implications in the era of direct-acting antivirals | 2017 | Pub Med       |

### Por línea de herencia
- 65% europeo y 29% amerindio, por línea paterna o marcadores del cromosoma Y (Forensic Science International, 2015).[38]

### Por regiones
Según un estudio llevada a cabo 35 hospitales de 13 ciudades latinoamericanas, la composición genética promedio en La Paz es 82,59% indígena, 17,32% europea y 0,09% africana.
Por su parte, un análisis genético realizado sobre las poblaciones de los departamentos de Chuquisaca y La Paz, encontró los siguientes resultados:
| Departamento | Aporte americano | Aporte europeo | Aporte africano |
| ------------ | ---------------- | -------------- | --------------- |
| Chuquisaca   | 73%              | 25%            | 2%              |
| La Paz       | 86%              | 13%            | 1%              |

Una estudio llevado a cabo en seis departamentos bolivianos determinó que la composición genética era la siguiente:
| Departamento | Aporte americano | Aporte europeo | Aporte asiático | Aporte africano |
| ------------ | ---------------- | -------------- | --------------- | --------------- |
| Beni         | 68,2%            | 26,1%          | 4,6%            | 1,2%            |
| Chuquisaca   | 67,9%            | 28,8%          | 3,1%            | 0,2%            |
| Cochabamba   | 68,3%            | 23,9%          | 6,8%            | 1,0%            |
| La Paz       | 79,3%            | 18,5%          | 1,9%            | 0,3%            |
| Pando        | 66,1%            | 25,8%          | 5,7%            | 2,5%            |
| Santa Cruz   | 57,4%            | 39,0%          | 2,9%            | 0,7%            |

En el mismo estudio, se encontró que la composición genética de las regiones de Bolivia se distribuía de la siguiente forma:
| Región     | Aporte americano | Aporte europeo | Aporte asiático | Aporte africano |
| ---------- | ---------------- | -------------- | --------------- | --------------- |
| Andina     | 79,7%            | 18,7%          | 1,4%            | 0,3%            |
| Subandina  | 66,8%            | 29,2%          | 3,6%            | 0,4%            |
| Los Llanos | 64,2%            | 30,0%          | 4,6%            | 1,6%            |

Finalmente, el mismo estudio halló que la composición genética de las poblaciones urbanas y rurales de Bolivia era la siguiente:
| Población | Aporte americano | Aporte europeo | Aporte asiático | Aporte africano |
| --------- | ---------------- | -------------- | --------------- | --------------- |
| Rural     | 73,9%            | 21,6%          | 4,0%            | 0,4%            |
| Urbana    | 68,9%            | 24,6%          | 3,6%            | 0,7%            |

Por su parte, una investigación realizada sobre poblaciones indígenas, mestizas y afrobolivianas, encontró que la mezcla genética se distribuía de la siguiente forma:
| Población  | Aporte americano | Aporte europeo | Aporte africano |
| ---------- | ---------------- | -------------- | --------------- |
| Altiplano  | 99%              | 0%             | 0%              |
| Beni       | 94%              | 4%             | 1%              |
| Cochabamba | 90%              | 9%             | 0%              |
| Los Yungas | 25%              | 3%             | 70%             |

### Por grupos étnicos
Una investigación de DNA Tribes encontró que la composición genética de los aymaras de La Paz es 86,9% indígena, 9,1% europea, 2,1% del Medio Oriente, 1,3% asiática y 0,6% africana.
Un estudio llevado a cabo sobre la población de Los Yungas y la localidad afroboliviana de Tocaña, encontró los siguientes resultados:
| Población  | Aporte americano | Aporte africano | Aporte europeo |
| ---------- | ---------------- | --------------- | -------------- |
| Los Yungas | 75,8%            | 12,4%           | 11,8%          |
| Tocaña     | 30,4%            | 55,8%           | 13,7%          |